# Khalida Popal
Khalida Popal (Paschtu: خالده پوپل; geboren 1988 in Kabul) ist eine afghanische Fußballspielerin. Sie war Gründungsmitglied und Kapitänin der Afghanischen Fußballnationalmannschaft der Frauen. Nach Morddrohungen musste sie 2011 aus dem Land fliehen und lebt seitdem im Exil in Dänemark.

## Leben und Wirken
Khalida Popal gehört zu dem Volk der Paschtunen. Sie wuchs in Kabul während des afghanischen Bürgerkriegs auf. Als die Taliban 1996 Kabul eroberten, floh die Familie nach Peschawar in Pakistan. Nach dem Sturz der Talibanregierung und der Stationierung von NATO-Truppen in Afghanistan kehrte die Familie im November 2001 nach Kabul zurück.
Als Kind spielte Khalida Popal nach der Schule mit ihren Brüdern und anderen Jungen Fußball auf der Straße. Ihre Mutter war Sportlehrerin und unterstützte ihr sportliches Interesse. Als sie älter wurde, wuchs der Druck auf ihre Familie, sie nicht mehr Fußball spielen zu lassen. In ihrer Autobiografie berichtete sie, dass sie in ihrer Schulzeit heimlich mit anderen Mädchen im Innenhof einer von hohen Mauern umgebenen Mädchenschule Fußball gespielt habe. Als das Spiel von Männern gestört und die Gruppe bedroht worden sei, habe sich die Anzahl der teilnehmenden Mädchen verringert. Popal beschrieb ihre frühe Überzeugung für den Fußball: „Der einzige Ort, an dem man Freiheit spürte, war das Spielfeld.“
Khalida Popals Mutter unterstützte die Rekrutierung von Spielerinnen von Beginn an und musste sich dabei häufig mit Eltern auseinandersetzen, die sie als Prostituierte beschimpften und ihr vorwarfen, die Kultur zu zerstören. Lehrer schlugen Khalida ins Gesicht und versuchten, sie wegen ihres Engagements von der Schule zu verweisen. Trotz dieser Widerstände gelang es Mutter und Tochter, Highschool-Teams ins Leben zu rufen.

### Afghanische Frauennationalmannschaft
Khalida Popal ist Mitbegründerin und erste Kapitänin der 2007 entstandenen afghanischen Frauenfußballnationalmannschaft. Das Fußballtraining in der Öffentlichkeit war mit erheblichen Gefahren verbunden; religiöse Konservative vertraten die Ansicht, die Sportbekleidung zeige die Formen weiblicher Körper und widerspreche damit dem Islam. Daher trainierte das Team ab 2004 in einem NATO-Stützpunkt, der ein aktiver Hubschrauberlandeplatz war, und nutzte abgelegte Ausrüstung der Männerteams des Verbands.
Popal initiierte Kampagnen, um Frauen landesweit für den Fußball zu gewinnen, gründete eigene Teams, unterstützte Mannschaftsaufbau in anderen Städten und etablierte eine Liga, damit Mädchen und Frauen aus verschiedenen Landesteilen bei Turnieren zusammenkommen konnten. 2007 erklang vor einem Spiel der afghanischen Auswahl erstmals die Nationalhymne bei einer internationalen Frauenfußballturnier-Teilnahme in Pakistan. Viele Spielerinnen reisten aus Angst vor familiären Repressionen ohne Wissen ihrer Angehörigen; nach der Rückkehr wurden einige zur Heirat gezwungen, vom Schulbesuch ausgeschlossen oder zu Hause eingesperrt. Nach Popals Darstellung nahm sich eine enge Mitspielerin in Verzweiflung das Leben.
Die offiziellen Spiele fanden hauptsächlich im Ausland statt. Im Jahr 2010 kam es zu einem landesweiten Eklat, als die Frauenmannschaft in Kabul gegen NATO-Soldaten spielte. In anschließenden Interviews mit Journalisten kritisierte Khalida Popal die Taliban, was unmittelbare Konsequenzen hatte. Einige Spielerinnen mussten aufhören, da ihre Familien nichts von ihrem Spiel wussten. Popal erinnert sich an Morddrohungen, darunter ein Anruf, bei dem ihr gesagt wurde, sie würde in Stücke geschnitten werden.
Bei rund 20 Länderspielen stand sie als Kapitänin auf dem Spielfeld. Im Jahr 2011 wurde sie als Finanzdirektorin die erste Frau, die der afghanische Fußballverband anstellte. Als sie anfing, über Machtmissbrauch und Korruption öffentlich zu sprechen, erhielt sie Morddrohungen. Auf dem Weg zur Arbeit sei ein Lastwagen in ihr Auto gerast. Uniformierte schossen durch die Fenster, aber sie wurde körperlich nicht verletzt. Als das Hauptquartier des afghanischen Olympischen Komitees verwüstet wurde, wurde Popal verdächtigt. Obwohl sie jede Beteiligung an dem Vorfall abstritt, erließ die Polizei einen Haftbefehl gegen sie. Sie habe keine andere Wahl mehr gehabt, als das Land zu verlassen.

### Emigration
Ihre zunehmende Bekanntheit und ihre Rolle als Finanzchefin des afghanischen Fußballverbands machten sie zur Zielscheibe von Morddrohungen und Attentatsversuchen. Popal berichtete dem Guardian: „Ich wurde ständig verfolgt und bedroht. Einmal sah ich einen Schützen auf mein Auto zukommen, deshalb bin ich dankbar für den Verkehr in Kabul. Normalerweise ärgerte mich der Verkehr, aber dieses Mal rettete er mir das Leben.“ Popal beschrieb die wachsende Gefahr für sich und ihre Familie, da sie beschuldigt wurde, „gegen den Islam zu sein“ und Frauen durch Fußball zu „provozieren“. Die Situation spitzte sich so sehr zu, dass selbst die Polizei sie verhaften wollte.
Popal gelangte 2011 nach Dänemark, nachdem ihr der Sportartikelhersteller Hummel, Sponsor des afghanischen Teams, bei der Beantragung von Asyl geholfen hatte. Ein Jahr lang musste sie in einem Flüchtlingslager leben. Im Exil arbeitete Popal als freiwillige Programmdirektorin der afghanischen Nationalmannschaft. Sie organisierte Turnierauftritte, stellte Trainer ein und koordinierte heimliche Ausreisen in sichere Länder für homosexuelle Spielerinnen, die Verfolgung und Zwangsheirat ausgesetzt waren. Nach eigenen Aussagen wurde Frauenfußball für Förderer und Verband zugleich zum finanziell attraktiven „Goldesel“, während sie hinter den Kulissen massivem Druck, Übergriffen und wiederholten Mordversuchen ausgesetzt war – Erfahrungen, die ihre Flucht 2011 mitbedingt hätten.
Sie studierte an der Copenhagen Business Academy und arbeitet beim FC Nordsjælland als Koordinatorin für Frauenfußball. 2014 gründete Khalida Popal den Verein Girl Power, der vor allem geflüchteten Frauen und Mädchen über Sportangebote zu mehr Selbstbewusstsein verhelfen will. Die Organisation bietet u. a. Fußballtrainings für Frauen mit Fluchterfahrung an.

### Missbrauchsskandal
Popal machte 2018 in einem Interview mit der britischen Tageszeitung The Guardian den sexuellen Missbrauch von Spielerinnen der Afghanischen Fußballnationalmannschaft der Frauen öffentlich. Verbandsfunktionäre sollen mehrere minderjährige Spielerinnen in einem Trainingslager in Jordanien vergewaltigt haben. Als Popal den Vorfall dem Verband meldete, seien die Männer befördert und mehrere Nationalspielerinnen entlassen worden. Es stellte sich heraus, dass der Präsident der afghanischen Fußballföderation (AFF), Keramuddin Karim, selbst mehrere Spielerinnen missbraucht hatte. Immer mehr Fälle wurden bekannt, die bis 2014 zurückreichten. Daraufhin meldete Popal die Vorfälle bei der FIFA. Karim sowie fünf weitere männliche Mitglieder der AFF wurden von ihren Aufgaben entbunden und vorläufig entlassen. Die FIFA sperrte ihn auf Lebenszeit. Er darf in Zukunft weder auf nationaler noch auf internationaler Ebene im Fußball tätig sein. Die rechtsprechende Kammer der FIFA-Ethikkommission kam zu dem Schluss, Karim habe seine Position als Verbandschef ausgenutzt, um mehrere Nationalspielerinnen sexuell zu missbrauchen.

### Machtergreifung der Taliban 2021
Mit der Machtergreifung der Taliban im August 2021 organisierte Khalida Popal die Evakuierung des afghanischen Frauenfußballnationalteams und weiteren Menschen nach Australien. Gemeinsam mit der pakistanischen Friedensnobelpreisträgerin Malala Yousafzai forderte sie zu Beginn des Jahres 2023 die FIFA auf, das in Melbourne ansässige Exil-Team offiziell als Nationalmannschaft Afghanistans anzuerkennen.
Zeitgleich vergruben viele Spielerinnen ihre Trophäen und Medaillen, verbrannten Trikots und versteckten Mannschaftsfotos, um sich vor Repressionen zu schützen. Popal schilderte Hilferufe aus Kabul – eine Spielerin habe ihr am Telefon gesagt, sie werde sich erschießen, falls Taliban an ihre Tür klopften, da sie nicht in deren Hände fallen wolle. Sie riet den afghanischen Fußballspielerinnen, ihre Trikots zu verbrennen und alle Hinweise auf ihren Sport in den sozialen Netzwerken zu löschen. Mit der FIFPro und anderen Aktiven organisierte sie von Dänemark aus die Ausreise afghanischer Fußballspielerinnen. 35 Spielerinnen sowie 40 Verwandte und Funktionäre wurden nach Australien ausgeflogen. Seit der Rückkehr der Taliban hat Khalida Popal mit ihrem Netzwerk die Evakuierung von über 500 Fußballerinnen und ihren Familien aus Afghanistan organisiert. Dazu gehörte auch die Rettung des Juniorinnen-Teams, das über Pakistan nach Großbritannien flüchtete.
Khalida Popal unterstützt weiterhin viele junge afghanische Fußballerinnen und kritisiert die FIFA scharf für ihre Weigerung, diesen Frauen Anerkennung oder Unterstützung zu gewähren: „Ich appelliere immer wieder an die FIFA, aber sie ignoriert uns. Sie bringt uns auf so viele Arten zum Schweigen. Die FIFA könnte am besten dieses Team in der Diaspora anerkennen. Aber sie spielt den Ball in Richtung des afghanischen Fußballverbands, eines von den Taliban kontrollierten Verbands, der es Frauen nicht erlaubt, zur Schule zu gehen oder das Haus ohne Begleitung eines männlichen Familienmitglieds zu verlassen. Wo ist diese Hoffnung der FIFA, dass die Taliban einer [Frauen-]Mannschaft erlauben, Afghanistan zu vertreten?“.
Popal arbeitet mit der iranischen Sportfotografin und Menschenrechtsaktivistin Maryam Majd zusammen. Beide sehen den Sport als Hebel, „um die Kultur zu verändern“.

### Anerkennung der afghanischen Frauen-Nationalmannschaft

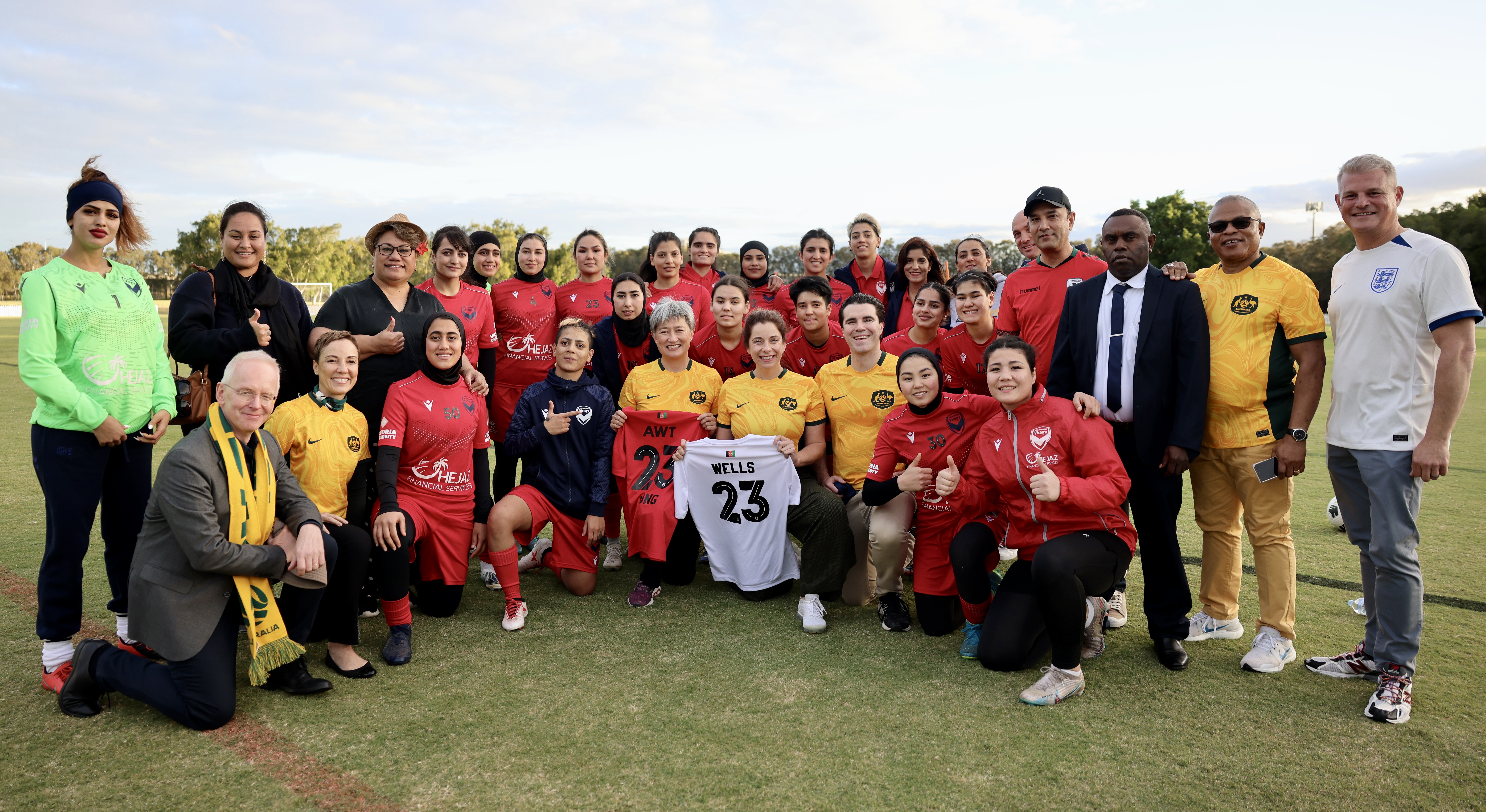
Sportlerinnen der afghanischen Frauenfußballmannschaft im Jahr 2023, die an verschiedenen Orten in Australien leben

Mit der Austragung der Fußball-Weltmeisterschaft der Frauen 2023, bei der das afghanische Frauenfußball-Team nicht zugelassen wurde, versuchte Khalida Popal, die FIFA zu überzeugen, die Spielerinnen wieder für Afghanistan antreten zu lassen. Seit den Verboten der Taliban, die den Sport für Mädchen und Frauen untersagten, leben die geflüchteten Spielerinnen in Australien, wo die WM stattfand. Obwohl sie für den Verein Melbourne Victory spielten, erkennt die FIFA das Team nicht als eigene Nationalmannschaft an, da der afghanische Fußballverband behauptet, es existiere nicht mehr. Popal organisierte eine Petition, die von mehr als 175.000 Menschen unterzeichnet wurde, und erhielt Unterstützung von über 100 Politikern sowie von Julie Elliott und Malala Yousafzai, die gemeinsam mit ihr einen Brief an die FIFA richteten.

## BuchMeine wundervollen Schwestern
Ihr 2024 erschienenes autobiografisches Buch Meine wundervollen Schwestern: Eine Geschichte über Mut, Hoffnung und das afghanische Frauen-Fußballteam (auf Englisch: My Beautiful Sisters. A Story of Courage, Hope and the Afghan Women’s Football Team) erzählt den Beginn ihrer Leidenschaft zu Fußball, die aufgrund ihres Geschlechts zur lebensbedrohlichen Gefahr wurde. Das Aufdecken des systematischen sexuellen Missbrauchs gegen Mitglieder der afghanischen Frauenfußballnationalmannschaft ist ein Thema. Neben ihrer Rolle als Enthüllerin dieser Missstände hat Popal maßgeblich dazu beigetragen, mehr als 500 Menschen vor den Taliban zu retten und ihnen in anderen Ländern Zuflucht zu ermöglichen. Auch heute unterstützt sie zahlreiche junge afghanische Fußballerinnen, während sie gleichzeitig die FIFA für ihre Weigerung kritisiert, diesen Frauen Anerkennung oder Unterstützung zukommen zu lassen. Zentral ist der 15. August 2021; Popal kritisiert darin westliche Regierungen, die Frauen öffentlich zum Einsatz für ihre Rechte ermutigt und sie später im Stich gelassen hätten; rückblickend resümiert sie: „Wir waren naiv, an die Versprechen westlicher Regierungen zu glauben.“

## Auszeichnungen
- 2021: Hero Award der Fußball-Spielergewerkschaft FIFPro.[20]
- 2022: Lantos-Menschenrechtspreis für ihren Einsatz für Menschenrechte und Frauenrechte in Afghanistan.[21]

## Veröffentlichungen
- Meine wundervollen Schwestern: Eine Geschichte über Mut, Hoffnung und das afghanische Frauen-Fußballteam. Edel, März 2025, ISBN 978-3-9858-8123-9